# Plavání na mistrovství světa v plaveckých sportech 2007
Závody v plavání v olympijském 50 m bazénu na mistrovství světa v plaveckých sportech za rok 2007 proběhly v Melbourne, Austrálie ve dnech 25. března až 1. dubna 2007.

## Výsledky

### Individuální disciplíny
| Muži                 | Zlato                                         | Zlato           | Stříbro                                         | Stříbro         | Bronz                        | Bronz    |
| -------------------- | --------------------------------------------- | --------------- | ----------------------------------------------- | --------------- | ---------------------------- | -------- |
| 50 m volný způsob    | Benjamin Wildman-Tobriner (USA)               | 21,88           | Cullen Jones (USA)                              | 21,94           | Stefan Nystrand (SWE)        | 21,97    |
| 100 m volný způsob   | Brent Hayden (CAN) Filippo Magnini (ITA)      | 48,43           | —                                               | —               | Eamon Sullivan (AUS)         | 48,47    |
| 200 m volný způsob   | Michael Phelps (USA)                          | 1:43,86         | Pieter van den Hoogenband (NED)                 | 1:46,28         | Pak Tche-hwan (KOR)          | 1:46,73  |
| 400 m volný způsob   | Pak Tche-hwan (KOR)                           | 3:44,30         | Usáma Mellúlí (TUN) Grant Hackett (AUS)         | 3:45,12 3:45,43 | Jurij Prilukov (RUS)         | 3:45,47  |
| 800 m volný způsob   | Usáma Mellúlí (TUN) Przemysław Stańczyk (POL) | 7:46,95 7:47,91 | Craig Stevens (AUS)                             | 7:48,67         | Federico Colbertaldo (ITA)   | 7:49,98  |
| 1500 m volný způsob  | Mateusz Sawrymowicz (POL)                     | 14:45,94        | Jurij Prilukov (RUS)                            | 14:47,29        | David Davies (GBR)           | 14:51,21 |
| 50 m znak            | Gerhard Zandberg (RSA)                        | 24,98           | Thomas Rupprath (GER)                           | 25,20           | Liam Tancock (GBR)           | 25,23    |
| 100 m znak           | Aaron Peirsol (USA)                           | 52,98           | Ryan Lochte (USA)                               | 53,50           | Liam Tancock (GBR)           | 53,61    |
| 200 m znak           | Ryan Lochte (USA)                             | 1:54,32         | Aaron Peirsol (USA)                             | 1:54,80         | Markus Rogan (AUT)           | 1:56,02  |
| 50 m motýlek         | Roland Schoeman (RSA)                         | 23,18           | Ian Crocker (USA)                               | 23,47           | Jakob Andkjær (DEN)          | 23,56    |
| 100 m motýlek        | Michael Phelps (USA)                          | 50,77           | Ian Crocker (USA)                               | 50,82           | Albert Subirats (VEN)        | 51,82    |
| 200 m motýlek        | Michael Phelps (USA)                          | 1:52,09         | Wu Pcheng (CHN)                                 | 1:55,13         | Nikolaj Skvorcov (RUS)       | 1:55,22  |
| 50 m prsa            | Oleh Lisohor (UKR)                            | 27,66           | Brendan Hansen (USA)                            | 27,69           | Cameron van der Burgh (RSA)  | 27,88    |
| 100 m prsa           | Brendan Hansen (USA)                          | 59,80           | Kósuke Kitadžima (JPN)                          | 59,96           | Brenton Rickard (AUS)        | 1:00,58  |
| 200 m prsa           | Kósuke Kitadžima (JPN)                        | 2:09,80         | Brenton Rickard (AUS)                           | 2:10,99         | Loris Facci (ITA)            | 2:11,03  |
| 200 m polohový závod | Michael Phelps (USA)                          | 1:54,98         | Ryan Lochte (USA)                               | 1:56,19         | László Cseh (HUN)            | 1:56,92  |
| 400 m polohový závod | Michael Phelps (USA)                          | 4:06,22         | Ryan Lochte (USA)                               | 4:09,74         | Luca Marin (ITA)             | 4:09,88  |
| Ženy                 | Zlato                                         | Zlato           | Stříbro                                         | Stříbro         | Bronz                        | Bronz    |
| 50 m volný způsob    | Lisbeth Lentonová (AUS)                       | 24,53           | Therese Alshammarová (SWE)                      | 24,62           | Marleen Veldhuisová (NED)    | 24,70    |
| 100 m volný způsob   | Lisbeth Lentonová (AUS)                       | 53,40           | Marleen Veldhuisová (NED)                       | 53,70           | Britta Steffenová (GER)      | 53,74    |
| 200 m volný způsob   | Laure Manaudouová (FRA)                       | 1:55,52         | Annika Lurzová (GER)                            | 1:55,68         | Federica Pellegriniová (ITA) | 1:56,97  |
| 400 m volný způsob   | Laure Manaudouová (FRA)                       | 4:02,61         | Otylia Jędrzejczaková (POL)                     | 4:04,23         | Ai Šibataová (JPN)           | 4:05,19  |
| 800 m volný způsob   | Kate Zieglerová (USA)                         | 8:18,52         | Laure Manaudouová (FRA)                         | 8:18,80         | Hayley Peirsolová (USA)      | 8:26,41  |
| 1500 m volný způsob  | Kate Zieglerová (USA)                         | 15:53,05        | Flavia Rigamontiová (SUI)                       | 15:55,38        | Ai Šibataová (JPN)           | 15:58,55 |
| 50 m znak            | Leila Vaziriová (USA)                         | 28,16           | Alexandra Herasimenjová (BLR)                   | 28,46           | Tayliah Zimmerová (AUS)      | 28,50    |
| 100 m znak           | Natalie Coughlinová (USA)                     | 59,44           | Laure Manaudouová (FRA)                         | 59,87           | Reiko Nakamuraová (JPN)      | 1:00,40  |
| 200 m znak           | Margaret Hoelzerová (USA)                     | 2:07,16         | Kirsty Coventryová (ZIM)                        | 2:07,54         | Reiko Nakamuraová (JPN)      | 2:08,54  |
| 50 m motýlek         | Therese Alshammarová (SWE)                    | 25,91           | Danni Miatkeová (AUS)                           | 26,05           | Inge Dekkerová (NED)         | 26,11    |
| 100 m motýlek        | Lisbeth Lentonová (AUS)                       | 57,15           | Jessicah Schipperová (AUS)                      | 57,24           | Natalie Coughlinová (USA)    | 57,34    |
| 200 m motýlek        | Jessicah Schipperová (AUS)                    | 2:06,39         | Kimberly Vandenbergová (USA)                    | 2:06,71         | Otylia Jędrzejczaková (POL)  | 2:06,90  |
| 50 m prsa            | Jessica Hardyová (USA)                        | 30,63           | Leisel Jonesová (AUS)                           | 30,70           | Tara Kirková (USA)           | 31,05    |
| 100 m prsa           | Leisel Jonesová (AUS)                         | 1:05,72         | Tara Kirková (USA)                              | 1:06,34         | Hanna Chlistunovová (UKR)    | 1:07,27  |
| 200 m prsa           | Leisel Jonesová (AUS)                         | 2:21,84         | Kirsty Balfourová (GBR) Megan Jendricková (USA) | 2:25,94         | —                            | —        |
| 200 m polohový závod | Katherine Hoffová (USA)                       | 2:10,13         | Kirsty Coventryová (ZIM)                        | 2:10,76         | Stephanie Riceová (AUS)      | 2:11,42  |
| 400 m polohový závod | Katherine Hoffová (USA)                       | 4:32,89         | Jana Martynovová (RUS)                          | 4:40,14         | Stephanie Riceová (AUS)      | 4:41,19  |

### Štafety
| Muži                   | Zlato | Zlato   | Stříbro | Stříbro | Bronz | Bronz   |
| ---------------------- | --- | ------- | --- | ------- | --- | ------- |
| 4×100 m volný způsob   | USA (USA) (Michael Phelps, Neil Walker, Cullen Jones, Jason Lezak, (r)Garrett Weber-Gale, (r)Benjamin Wildman-Tobriner)                                    | 3:12,72 | Itálie (ITA) (Massimiliano Rosolino, Alessandro Calvi, Christian Galenda, Filippo Magnini, (r)Lorenzo Vismara)                                                      | 3:14,04 | Francie (FRA) (Fabien Gilot, Frédérick Bousquet, Julien Sicot, Alain Bernard, (r)Grégory Mallet, (r)Amaury Leveaux)           | 3:14,68 |
| 4×200 m volný způsob   | USA (USA) (Michael Phelps, Ryan Lochte, Klete Keller, Peter Vanderkaay, (r)Jayme Cramer, (r)David Walters)                                                 | 7:03,24 | Austrálie (AUS) (Patrick Murphy, Andrew Mewing, Grant Brits, Kenrick Monk, (r)Nicholas Ffrost)                                                                      | 7:10,05 | Kanada (CAN) (Brian Johns, Brent Hayden, Richard Say, Andrew Hurd)                                                            | 7:10,70 |
| 4×100 m polohový závod | Austrálie (AUS) (Matthew Welsh, Brenton Rickard, Andrew Lauterstein, Eamon Sullivan, (r)Hayden Stoeckel, (r)Michael Klim, (r)Kenrick Monk)                 | 3:34,93 | Japonsko (JPN) (Tomomi Morita, Kósuke Kitadžima, Takaši Jamamoto, Daisuke Hosokawa, (r)Masafumi Jamaguči)                                                           | 3:35,16 | Rusko (RUS) (Arkadij Vjatčanin, Dmitrij Komornikov, Nikolaj Skvorcov, Jevgenij Lagunov, (r)Roman Sludnov, (r)Andrej Kapralov) | 3:35,51 |
| Ženy                   | Zlato | Zlato   | Stříbro | Stříbro | Bronz | Bronz   |
| 4×100 m volný způsob   | Austrálie (AUS) (Lisbeth Lentonová, Melanie Schlangerová, Shayne Reeseová, Jodie Henryová, (r)Danni Miatkeová, (r)Sally Fosterová)                         | 3:35,48 | USA (USA) (Natalie Coughlinová, Lacey Nymeyerová, Amanda Weirová, Kara-Lynn Joyceová, (r)Dana Vollmerová)                                                           | 3:35,68 | Nizozemsko (NED) (Inge Dekkerová, Ranomi Kromowidjojová, Femke Heemskerková, Marleen Veldhuisová, (r)Chantal Grootová)        | 3:36,81 |
| 4×200 m volný způsob   | USA (USA) (Natalie Coughlinová, Dana Vollmerová, Lacey Nymeyerová, Katherine Hoffová, (r)Amanda Weirová, (r)Margaret Hoelzerová, (r)Kara-Lynn Joyceová)    | 7:50,09 | Německo (GER) (Meike Freitagová, Britta Steffenová, Petra Dallmannová, Annika Lurzová, (r)Daniela Samulská)                                                         | 7:53,82 | Francie (FRA) (Alena Popčanková, Sophie Huberová, Aurore Mongelová, Laure Manaudouová, (r)Céline Coudercová)                  | 7:55,96 |
| 4×100 m polohový závod | Austrálie (AUS) (Emily Seebohmová, Leisel Jonesová, Jessicah Schipperová, Lisbeth Lentonová, (r)Tarnee Whiteová, (r)Felicity Galvezová, (r)Jodie Henryová) | 3:55,74 | USA (USA) (Natalie Coughlinová, Tara Kirková, Rachel Komisarzová, Lacey Nymeyerová, (r)Leila Vaziriová, (r)Jessica Hardyová, (r)Dana Vollmerová, (r)Amanda Weirová) | 3:58,31 | Čína (CHN) (Sü Tchien-lung-c', Luo Nan, Čou Ja-fej, Sü Jen-wej)                                                               | 4:01,97 |

## Medailová bilance
V plavání se rozdělilo celkem 40 sad medailí.
| Pořadí | Stát                     |       | Muži    | Muži  | Muži  |         | Ženy  | Ženy  | Ženy    |       | Muži + Ženy | Muži + Ženy | Muži + Ženy | Celkem |
| Pořadí | Stát                     | Zlato | Stříbro | Bronz | Zlato | Stříbro | Bronz | Zlato | Stříbro | Bronz |             |             |             | Celkem |
| ------ | ------------------------ | ----- | ------- | ----- | ----- | ------- | ----- | ----- | ------- | ----- | ----------- | ----------- | ----------- | ------ |
| 1.     | USA (USA)                |       | 11      | 8     | 0     |         | 9     | 5     | 3       |       | 20          | 13          | 3           | 36     |
| 2.     | Austrálie (AUS)          |       | 1       | 4     | 2     |         | 8     | 3     | 3       |       | 9           | 7           | 5           | 21     |
| 3.     | Francie (FRA)            |       | 0       | 0     | 1     |         | 2     | 2     | 1       |       | 2           | 2           | 2           | 6      |
| 4.     | Polsko (POL)             |       | 2       | 0     | 0     |         | 0     | 1     | 1       |       | 2           | 1           | 1           | 4      |
| 5.     | Jižní Afrika (RSA)       |       | 2       | 0     | 1     |         | 0     | 0     | 0       |       | 2           | 0           | 1           | 3      |
| 6.     | Japonsko (JPN)           |       | 1       | 2     | 0     |         | 0     | 0     | 4       |       | 1           | 2           | 4           | 7      |
| 7.     | Itálie (ITA)             |       | 1       | 1     | 3     |         | 0     | 0     | 1       |       | 1           | 1           | 4           | 6      |
| 8.     | Švédsko (SWE)            |       | 0       | 0     | 1     |         | 1     | 1     | 0       |       | 1           | 1           | 1           | 3      |
| 9.     | Kanada (CAN)             |       | 1       | 0     | 1     |         | 0     | 0     | 0       |       | 1           | 0           | 1           | 2      |
| 9.     | Jižní Korea (KOR)        |       | 1       | 0     | 1     |         | 0     | 0     | 0       |       | 1           | 0           | 1           | 2      |
| 9.     | Ukrajina (UKR)           |       | 1       | 0     | 0     |         | 0     | 0     | 1       |       | 1           | 0           | 1           | 2      |
| 12.    | Německo (GER)            |       | 0       | 1     | 0     |         | 0     | 2     | 1       |       | 0           | 3           | 1           | 4      |
| 13.    | Rusko (RUS)              |       | 0       | 1     | 3     |         | 0     | 1     | 0       |       | 0           | 2           | 3           | 5      |
| 13.    | Nizozemsko (NED)         |       | 0       | 1     | 0     |         | 0     | 1     | 3       |       | 0           | 2           | 3           | 5      |
| 15.    | Zimbabwe (ZIM)           |       | 0       | 0     | 0     |         | 0     | 2     | 0       |       | 0           | 2           | 0           | 2      |
| 16.    | Spojené království (GBR) |       | 0       | 0     | 3     |         | 0     | 1     | 0       |       | 0           | 1           | 3           | 4      |
| 17.    | Čína (CHN)               |       | 0       | 1     | 0     |         | 0     | 0     | 1       |       | 0           | 1           | 1           | 2      |
| 18.    | Švýcarsko (SUI)          |       | 0       | 0     | 0     |         | 0     | 1     | 0       |       | 0           | 1           | 0           | 1      |
| 18.    | Bělorusko (BLR)          |       | 0       | 0     | 0     |         | 0     | 1     | 0       |       | 0           | 1           | 0           | 1      |
| 20.    | Venezuela (VEN)          |       | 0       | 0     | 1     |         | 0     | 0     | 0       |       | 0           | 0           | 1           | 1      |
| 20.    | Dánsko (DEN)             |       | 0       | 0     | 1     |         | 0     | 0     | 0       |       | 0           | 0           | 1           | 1      |
| 20.    | Maďarsko (HUN)           |       | 0       | 0     | 1     |         | 0     | 0     | 0       |       | 0           | 0           | 1           | 1      |
| 20.    | Rakousko (AUT)           |       | 0       | 0     | 1     |         | 0     | 0     | 0       |       | 0           | 0           | 1           | 1      |
| Celkem | Celkem                   |       | 21      | 19    | 20    |         | 20    | 21    | 19      |       | 41          | 40          | 39          | 120    |